# Championnat du Tadjikistan de football 1992
Navigation
Saison suivante
La saison 1992 du Championnat du Tadjikistan de football est la toute première édition de la première division au Tadjikistan. La compétition regroupe douze clubs, auparavant engagés dans les différentes divisions des championnats soviétiques, qui s'affrontent deux fois, à domicile et à l'extérieur. À l'issue de la saison, le dernier du classement est relégué et remplacé par les cinq meilleurs clubs de deuxième division.
C'est le club de Pamir Douchanbé qui remporte la compétition cette saison après avoir terminé en tête du classement final, avec sept points d'avance sur Regar Tursunzoda et neuf sur Vakhsh Qurghonteppa. C'est le tout premier titre de champion du Tadjikistan de l'histoire du club. Les clubs de Khosilot Farkhor et de Ravshan Kulob se sont retirés à la 10e journée du championnat après avoir déclaré forfait pour des raisons politiques, donc le championnat continue avec 10 équipes.

## Les clubs participants
| - FK Istravshan - Sitora Douchanbé - FK Khodjent - Khosilot Farkhor - Pakhtakor Proletarsk - Pamir Douchanbé | - Ravshan Kulob - Regar Tursunzoda - Saikhun Khodjent - Shodmon Ghissar - Sokhibkor Douchanbé - Vakhsh Qurghonteppa |

## Compétition
Le barème de points servant à établir le classement se décompose ainsi :
- Victoire : 2 points
- Match nul : 1 point
- Défaite : 0 point

### Classement
| Rang | Équipe               | Pts             | J               | G               | N               | P               | Bp              | Bc              | Diff            |
| ---- | -------------------- | --------------- | --------------- | --------------- | --------------- | --------------- | --------------- | --------------- | --------------- |
| 1    | Pamir Douchanbé      | 33              | 20              | 16              | 1               | 3               | 61              | 15              | +46             |
| 2    | Regar Tursunzoda     | 26              | 20              | 11              | 4               | 5               | 27              | 11              | +16             |
| 3    | Vakhsh Qurghonteppa  | 24              | 20              | 11              | 2               | 7               | 36              | 23              | +13             |
| 4    | FK Khodjent          | 24              | 20              | 10              | 4               | 6               | 14              | 16              | -2              |
| 5    | Pakhtakor Proletarsk | 23              | 20              | 11              | 1               | 8               | 23              | 30              | -7              |
| 6    | FK Istravshan        | 23              | 20              | 10              | 3               | 7               | 27              | 35              | -8              |
| 7    | Shodmon Ghissar      | 20              | 20              | 8               | 4               | 8               | 18              | 16              | +2              |
| 8    | Sokhibkor Douchanbé  | 18              | 20              | 7               | 4               | 9               | 19              | 19              | 0               |
| 9    | Saikhun Khodjent     | 17              | 20              | 6               | 5               | 9               | 21              | 27              | -6              |
| 10   | Sitora Douchanbé     | 9               | 20              | 3               | 3               | 14              | 11              | 31              | -20             |
| 11   | Khosilot Farkhor     | Forfait général | Forfait général | Forfait général | Forfait général | Forfait général | Forfait général | Forfait général | Forfait général |
| 12   | Ravshan Kulob        | Forfait général | Forfait général | Forfait général | Forfait général | Forfait général | Forfait général | Forfait général | Forfait général |

|  | Champion du Tadjikistan 1992    |
|  | Relégation en deuxième division |

Les clubs de Khosilot Farkhor et de Ravshan Kulob se sont retirés à la 10e journée du championnat après avoir déclaré forfait pour des raisons politiques, donc le championnat continue avec 10 équipes. Les résultats contre les deux clubs sont conservés.

## Bilan de la saison
| Championnat du Tadjikistan de football 1992 |                             |
| Champion                                    | Pamir Douchanbé (1er titre) |
| Coupes et trophées                          |                             |
| Vainqueur de la Coupe du Tadjikistan 1992   | Pamir Douchanbé             |
| Qualifications continentales                |                             |
| Coupe d'Asie des clubs champions 1993-1994  | Aucun                       |
| Coupe des Coupes 1993-1994                  | Aucun                       |
| Promotions et relégations                   |                             |
| Promus en Vysshaya Liga                     | Khulbuk Vose                |
| Promus en Vysshaya Liga                     | Kand Konibodom              |
| Promus en Vysshaya Liga                     | Chashma Shaartuz            |
| Promus en Vysshaya Liga                     | Orzu Shakhrinau             |
| Promus en Vysshaya Liga                     | Bokhtar Pyandzh             |
| Relégués en Deuxième division               | Sokhibkor Douchanbé         |